# سرطان (رواية)
سرطان (بالإنجليزية: A Chancer)‏ هي رواية للكاتب الإسكتلندي جيمس كيلمان، نشرت عام 1985، عن دار نشر بوليغون بوكس.